# Sarah Chalke
Sarah Chalke, född 27 augusti 1976 i Ottawa, Ontario, Kanada, är en kanadensisk skådespelare. Hon är mest känd för tre TV-serieroller, den som Dr. Elliot Reid i Scrubs, Becky i komediserien Roseanne och Stella i How I Met Your Mother. Under 2011 hade hon en roll i komediserien Mad Love.
Två av Chalkes släktingar har dött i bröstcancer vilket medfört att hon har engagerat sig i kampen mot bröstcancer. Hon är även ambassadör för Audrey Hepburn Children's Foundation. 2009 fick Chalke en son, Charlie Rhodes Afifi, tillsammans med sin fästman Jamie Afifi.

## Filmografi (urval)
- 1994 – Ernest Goes to School
- 1994 – Beyond Obsession
- 1997 – Daughters
- 1998 – Nothing Too Good for a Cowboy
- 1998 – I've Been Waiting for You
- 1999 – All Shook Up
- 2000 – Spin Cycle
- 2001-2010 – Scrubs
- 2005 – Cake
- 2005 – Alchemy
- 2006 – Why I Wore Lipstick to My Mastectomy
- 2007 – Chaos Theory
- 2007 – Mama's Boy
- 2008 och 2014 – How I Met Your Mother (Återkommande gästroll i 10 avsnitt)
- 2011 – Mad Love
- 2012 – Cougar Town (TV-serie)
- 2013 – Grey's Anatomy (säsong 9, avsnitt 19)
- 2013 - nutid – Rick and Morty (röst)
- 2020 – The Wrong Missy
- 2021–2023 – Vad som än händer (TV-serie)